# Soundcloud
Soundcloud (i marknadsföringssammanhang ofta skrivet SoundCloud) är en onlineplattform för distribution av ljud, främst musik (eng: sound) via datormoln (eng: cloud).
Företaget grundades av svenskarna Alexander Ljung, ljuddesigner som läst medieteknik på KTH, och elektronisk musik-artisten Eric Wahlforss. Företaget startades 2007 och huvudkontoret låg tidigare i Stockholm, men flyttade till Berlin, "för att hitta en lokal musikscen som ligger mer centralt i Europa", enligt Ljung.
Till skillnad från konkurrenten Myspace kan ljud laddas upp via en URL. Man kan via Soundcloud dela ljud till andra sajter, som Facebook och Twitter. Ljudklippen, som visas i vågform, går att kommentera vid en exakt position.